# ساموئل برتا
ساموئل برتا (انگلیسی: Samuele Beretta؛ زادهٔ ۵ اوت ۱۹۹۰) بازیکن فوتبال اهل ایتالیا است.
از باشگاه‌هایی که در آن بازی کرده‌است می‌توان به باشگاه فوتبال اینتر میلان اشاره کرد.